# صبرة أف أم
صبرة أف أم هي إذاعة تونسية تبث من القيروان.

## مقالات ذات صلة
- قائمة إذاعات الراديو التونسية

## وصلات خارجية
- الموقع الرسمي لصبرة أف أم